# 2015 no Brasil
Esta é uma cronologia dos principais fatos ocorridos no ano de 2015 no Brasil.

## Incumbentes
- Presidenta – Dilma Rousseff (2011–2016)
- Vice-presidente – Michel Temer (2011–2016)
- Presidente da Câmara dos Deputados – Eduardo Cunha (2015–2016)
- Presidente do Senado Federal – Renan Calheiros (2013–2017)
- Presidente do Supremo Tribunal Federal – Ricardo Lewandowski (2014–2016)

## Eventos
- 1 de janeiro – Dilma Rousseff toma posse para seu segundo mandato[1]
- 4 de fevereiro – A presidente da Petrobras, Maria das Graças Foster e outros cinco diretores da empresa de petróleos renunciam.
- 21 de fevereiro – Após seis meses desde o início da Operação Castanheira, operação conjunta contra o desmatamento da Polícia Federal, Instituto Brasileiro do Meio Ambiente, Ministério Público Federal, Receita Federal e a Força Nacional de Segurança Pública, Ezequiel Antônio Castanha, considerado o maior desmatador da Amazônia de todos os tempos, é preso.[2][3]
- 4 de março – STF extingue a pena do ex-presidente do PT, José Genoino, condenado no processo do mensalão.[4]
- 15 de março – Acontecem por todo o Brasil os protestos de 15 de março, levando milhões de brasileiros às ruas pedindo reformas e o fim da corrupção no Governo Dilma Rousseff.
- 7 de julho – XIX Parada do Orgulho Gay de São Paulo, com a participação de 2.000.000[5], na Avenida Paulista, São Paulo.
- 6 de agosto – Em protesto ao governo do Brasil, muitas cidades do país pararam para vaias, gritos e "panelaço" durante a apresentação do programa eleitoral do PT em rede nacional de rádio e televisão, do qual participaram a presidente Dilma Rousseff e o ex-presidente Luiz Inácio Lula da Silva.[6]
- 16 de agosto – Ocorrem manifestações contra o governo do PT pedindo a saída da presidente por impeachment, cassação ou renúncia, em mais de 200 cidades brasileiras.[7]
- 5 de novembro – Rompimento de barragem em Bento Rodrigues, subdistrito do município brasileiro de Mariana, em Minas Gerais, deixa 18 mortos[8] e se torna o maior desastre ambiental da história do país após a lama alcançar o curso do rio Doce e posteriormente, nas semanas seguintes, o oceano Atlântico.[9]
- 2 de dezembro – Foi acolhido pela Câmara dos Deputados do Brasil, o pedido de impeachment da presidente Dilma Rousseff.
- 12 de dezembro – Em uma luta histórica, o irlandês Conor McGregor venceu o brasileiro José Aldo em apenas 13 segundos, faturando assim, o Cinturão Peso Pena do UFC.[10]

## Mortes
- 3 de janeiro: Chico de Assis, dramaturgo (n. 1933).
- 4 de janeiro: Haroldo Lara, nadador e atleta (n. 1934).
- 6 de janeiro: Dodô da Portela, porta-bandeira (n. 1920).
- 20 de janeiro: Ricardo dos Santos mais conhecido como Ricardinho, surfista profissional (n. 1990).
- 4 de fevereiro - aos 85 anos, Odete Lara, atriz, cantora e escritora.
- 12 de fevereiro - aos 101 anos, a artista plástica Tomie Ohtake, após ser levada para um hospital.
- 21 de fevereiro - Missionário David Miranda, fundador da Igreja Pentecostal Deus é Amor.
- 22 de fevereiro - baixista Renato Rocha da banda brasiliense Legião Urbana morre aos 53 anos de idade.
- 3 de março - Morre aos 55 anos, Vital Dias, o baterista da 1ª formação da Banda Paralamas do Sucesso, no Rio de Janeiro, em decorrência de um câncer. Morre aos 68 anos, o cantor José Rico da dupla Milionário e José Rico, devido a uma parada cardíaca decorrente de infarto do miocárdio.
- 8 de março - Morre aos 90 anos, a dama da música caipira, Inezita Barroso.[11]
- 22 de março - Morre aos 74 anos, o ator Cláudio Marzo, vítima de complicações pulmonares, após internação no CTI desde o dia 4 de março do mesmo ano.[12]
- 26 de março - Morre aos 89 anos, o ator e humorista brasileiro Jorge Loredo, conhecido pela interpretação do personagem Zé Bonitinho.
- 2 de abril - Acidente de helicóptero em Carapicuíba mata cinco pessoas, incluindo Thomaz Alckmin, filho mais novo do governador de São Paulo, Geraldo Alckmin.
- 16 de abril - Morreu na cidade de Campinas, Vicente Paulo Torquato, o Vicentão do quadro ‘A Hora do Rancho’ do programa Terra da Gente, da EPTV, aos 69 anos, por complicações respiratórias.[13]
- 23 de abril - Morre aos 65 anos, Roberto Talma, foi um produtor cinematográfico e diretor de televisão brasileira, vítima de complicações renais.[14]
- 28 de abril - Morre em São Paulo, aos 82 anos, o ator e diretor Antônio Abujamra.[15]
- 2 de maio - Morre aos 22 anos, a ex-nadadora brasileira Sarah Corrêa, após ser atropelada em um ponto de ônibus em Jacarepaguá no Rio de Janeiro-RJ.
- 9 de maio - Morre aos 80 anos, na cidade de Paulista, Dona Selma do Coco ou simplesmente Selma do Coco como era mais conhecida, foi uma cantora e compositora brasileira.
- 21 de maio - Morre aos 69 anos, o popular Zé do Rádio, era um torcedor-símbolo do Sport Club do Recife. Ficou conhecido em 2001, quando foi chamado pelo então técnico da Portuguesa de Desportos, Zagallo, de o torcedor mais chato do Brasil, através de um programa de TV, título de que ele se orgulhava. Nos jogos do Sport geralmente ele ficava com um rádio enorme no volume máximo próximo ao técnico adversário.
- 24 de junho - Morre aos 29 anos, o cantor sertanejo Cristiano Araújo, em acidente automobilístico que vitimou também sua namorada, Allana Moraes.[16]